# 丹戈拉尤區
丹戈拉尤區是索馬利亞的一個區，位於該國東北部的努加爾州，首府為丹戈拉尤。

## 外部鏈結
- 丹戈拉尤在Google地圖上的位置